# Subrogation
Subrogation är en juridisk term som handlar om huruvida en tredje person, till exempel en försäkringsgivare som är skyldig att ersätta den skadelidande, kan överta den skadelidandes skadeståndsfordran gentemot skadevållaren.